# Air (revista em quadrinhos)
Air é uma série de revistas em quadrinhos publicada pela editora americana DC Comics através de sua linha editorial Vertigo entre agosto de 2008 e agosto de 2010, com 24 edições. Em 2009, foi indicada ao Eisner Award de "Melhor Nova Série".
Escrita por G. Willow Wilson e ilustrada por M. K. Perker, a série tem como personagem principal "Blythe", uma comissária de bordo da "Clearfleet Airlines", que sofre de acrofobia. No início da trama, ela é ludibriada por "Lancaster", o chefe de uma organização anti-terrorismo, que provoca um atentado terrorista para chamar a atenção das pessoas para o problema. Blythe consegue escapar do atentado graças a "Zayn", e a dupla, junto de um outro funcionário da companhia aérea, viajam para a fictícia cidade de Narimar, que deixou de ser registrada em qualquer mapa após a Partição da Índia. Segundo a Vertigo Encyclopedia, a série "explora a tensão entre tecnologia e religião, entre o real e o imaginário, entre localização geográfica e identidade", misturando mitologia, ficção científica e geopolítica.